# Ипуан
Ипуан (порт. Ipuã) — муниципалитет в Бразилии, входит в штат Сан-Паулу. Составная часть мезорегиона Рибейран-Прету. Входит в экономико-статистический микрорегион Сан-Жоакин-да-Барра. Население составляет 12 989 человек на 2006 год. Занимает площадь 465,602 км². Плотность населения — 27,9 чел./км².
Праздник города — 26 марта.

## История
Город основан 26 марта 1949 года.

## Статистика
- Валовой внутренний продукт на 2003 составляет 206.853.584,00 реалов (данные: Бразильский институт географии и статистики).
- Валовой внутренний продукт на душу населения на 2003 составляет 16.580,12 реалов (данные: Бразильский институт географии и статистики).
- Индекс развития человеческого потенциала на 2000 составляет 0,780 (данные: Программа развития ООН).